# Kabinett Ehard III
Das Kabinett Ehard III bildete vom 18. Dezember 1950 bis zum 14. Dezember 1954 die Staatsregierung des Freistaates Bayern. Nach der Wahl zum 2. Bayerischen Landtag am 26. November 1950, bei der die CSU im Landtag nur einen Sitz mehr als die SPD errang, bildete der amtierende Ministerpräsident Hans Ehard eine Koalition aus CSU, SPD und GB/BHE. Die drei Parteien hatten im Landtag zusammen 153 der 204 Sitze.
Ehard wurde in der Landtagssitzung am 18. Dezember 1950 zum Ministerpräsidenten gewählt und zusammen mit einem Rumpfkabinett vereidigt. Die Vereidigung der übrigen Minister und Staatssekretäre erfolgte am 3. Januar 1951.
Nach der Landtagswahl 1954 folgte ihr die Regierung Hoegner II.
| Amt                                       | Name                                    | Partei | Staatssekretäre                                                  |
| ----------------------------------------- | --------------------------------------- | ------ | ---------------------------------------------------------------- |
| Ministerpräsident                         | Hans Ehard                              | CSU    | –                                                                |
| Stellvertreter des Ministerpräsidenten    | Wilhelm Hoegner                         | SPD    | –                                                                |
| Inneres                                   | Wilhelm Hoegner                         | SPD    | Paul Nerreter (CSU) ab 3. Januar 1951                            |
| Inneres                                   | Wilhelm Hoegner                         | SPD    | Theodor Oberländer (BHE, Flüchtlingswesen) bis 24. November 1953 |
| Inneres                                   | Wilhelm Hoegner                         | SPD    | Walter Stain (BHE, Flüchtlingswesen)                             |
| Justiz                                    | Josef Müller bis 5. Juni 1952           | CSU    | Fritz Koch (SPD)                                                 |
| Justiz                                    | Otto Weinkamm                           | CSU    | Fritz Koch (SPD)                                                 |
| Finanzen                                  | Rudolf Zorn 3. Januar bis 19. Juni 1951 | SPD    | Richard Ringelmann (CSU-nah)                                     |
| Finanzen                                  | Friedrich Zietsch                       | SPD    | Richard Ringelmann (CSU-nah)                                     |
| Wirtschaft bis 1. Oktober 1952            | Hanns Seidel                            | CSU    | Willi Guthsmuths (BHE)                                           |
| Wirtschaft und Verkehr ab 1. Oktober 1952 | Hanns Seidel                            | CSU    | Willi Guthsmuths (BHE)                                           |
| Verkehr bis 1. Oktober 1952               | Hans Ehard ab 9. Januar 1951            | CSU    | Heinrich Brunner                                                 |
| Landwirtschaft und Forsten                | Alois Schlögl                           | CSU    | Johann Maag (SPD)                                                |
| Unterricht und Kultus                     | Josef Schwalber ab 3. Januar 1951       | CSU    | Eduard Brenner (SPD) ab 3. Januar 1951                           |
| Arbeit und Soziale Fürsorge               | Richard Oechsle                         | SPD    | Heinrich Krehle (CSU)                                            |